# Октябрьский (Одинцовский район)
Октябрьский — посёлок сельского типа в Одинцовском районе Московской области. Входит в состав городского поселения Голыцино. Население 1 человек на 2006 год.
Посёлок расположен на западе района, на границе Одинцовского и Наро-Фоминского районов, у истоков реки Вязёмки и в 1 км к югу от Голицына, высота центра над уровнем моря 184 м. Ближайший населённый пункт — деревня Кобяково — в полукилометре восточнее.
До 2006 года посёлок входил в состав Сидоровского сельского округа Одинцовского района.